# Coahoma (Texas)
Coahoma è un centro abitato degli Stati Uniti d'America situato nella contea di Howard dello Stato del Texas.
La popolazione era di 817 persone al censimento del 2010.

## Geografia fisica
Coahoma è situata a 32°17′47″N 101°18′17″W (32.296443, -101.304738).
Secondo lo United States Census Bureau, ha un'area totale di 1,2 miglia quadrate (3,1 km²).

## Società

### Evoluzione demografica
Secondo il censimento del 2000, c'erano 932 persone, 354 nuclei familiari e 261 famiglie residenti nella città. La densità di popolazione era di 774,9 persone per miglio quadrato (299,9/km²). C'erano 388 unità abitative a una densità media di 322,6 per miglio quadrato (124,8/km²). La composizione etnica della città era formata dal 90,77% di bianchi, lo 0,54% di afroamericani, lo 0,32% di nativi americani, lo 0,11% di asiatici, il 6,97% di altre razze, e l'1,29% di due o più etnie. Ispanici o latinos di qualunque razza erano il 23,82% della popolazione.
C'erano 354 nuclei familiari di cui il 37,9% aveva figli di età inferiore ai 18 anni, il 58,2% aveva coppie sposate conviventi, l'11,6% aveva un capofamiglia femmina senza marito, e il 26,0% erano non-famiglie. Il 24,6% di tutti i nuclei familiari erano individuali e il 15,3% aveva componenti con un'età di 65 anni o più che vivevano da soli. Il numero di componenti medio di un nucleo familiare era di 2,63 e quello di una famiglia era di 3,13.
La popolazione era composta dal 29,9% di persone sotto i 18 anni, il 7,4% di persone dai 18 ai 24 anni, il 26,3% di persone dai 25 ai 44 anni, il 21,6% di persone dai 45 ai 64 anni, e il 14,8% di persone di 65 anni o più. L'età media era di 37 anni. Per ogni 100 femmine c'erano 94,6 maschi. Per ogni 100 femmine dai 18 anni in giù, c'erano 87,6 maschi.
Il reddito medio di un nucleo familiare era di 35.962 dollari e quello di una famiglia era di 41.094 dollari. I maschi avevano un reddito medio di 30.625 dollari contro i 19.167 dollari delle femmine. Il reddito pro capite era di 14.013 dollari. Circa il 7,7% delle famiglie e l'8,9% della popolazione erano sotto la soglia di povertà, incluso l'8,7% di persone sotto i 18 anni e il 7,8% di persone di 65 anni o più.